# Cantons de l'Alta Savoia
Els Cantons de l'Alta Savoia s'agrupen en els quatre districtes amb què es divideix aquest departament de la regió d'Alvèrnia-Roine-Alps.
- Districte d'Annecy (10 cantons) amb cap a la prefectura d'Annecy: 
  - Cantó d'Alby-sur-Chéran
  - Cantó d'Annecy-Centre
  - Cantó d'Annecy-Nord-Est
  - Cantó d'Annecy-Nord-Ouest
  - Cantó d'Annecy-le-Vieux
  - Cantó de Faverges
  - Cantó de Rumilly
  - Cantó de Seynod
  - Cantó de Thônes
  - Cantó de Thorens-Glières

- Districte de Bonneville (10 cantons) amb cap a la sotsprefectura de Bônavela: 
  - Cantó de Bonneville
  - Cantó de Chamonix-Mont-Blanc
  - Cantó de Cluses
  - Cantó de La Roche-sur-Foron
  - Cantó de Saint-Gervais-les-Bains
  - Cantó de Saint-Jeoire
  - Cantó de Sallanches
  - Cantó de Samoëns
  - Cantó de Scionzier
  - Cantó de Taninges

- Districte de Saint-Julien-en-Genevois (7 cantons) amb cap a la sotsprefectura de Saint-Julien-en-Genevois: 
  - Cantó d'Annemasse-Nord
  - Cantó d'Annemasse-Sud
  - Cantó de Cruseilles
  - Cantó de Frangy
  - Cantó de Reignier-Ésery
  - Cantó de Saint-Julien-en-Genevois
  - Cantó de Seyssel

- Districte de Thonon-les-Bains (7 cantons) amb cap a la sotsprefectura de Thonon-les-Bains: 
  - Cantó d'Abondance
  - Cantó de Le Biot
  - Cantó de Boëge
  - Cantó de Douvaine
  - Cantó d'Évian-les-Bains
  - Cantó de Thonon-les-Bains-Est
  - Cantó de Thonon-les-Bains-Ouest